# مرد آینده
مرد آینده (به انگلیسی: Future Man) یک مجموعه تلویزیونی کمدی آمریکایی است که هاوارد اُوِرمن، کایل هانتر و آریل شفیر ساخته‌اند و در ۱۴ نوامبر ۲۰۱۷ توسط هولو پخش گردید. این سریال داستان یک سرایدار شکست خورده‌است که برای نجات جهان فراخوانده می‌شود. در این مجموعه جاش هاچرسون، الیزا کوپه و درک ویلسون در نقش‌های اصلی و اد بیگلی. جی آر، گلن هدلی، ست روگن و هالی جوئل آزمنت در نقش‌های فرعی ظاهر می‌شوند. تهیه کنندگی اجرایی این سریال را ست روگن و اوان گلدبرگ بر عهده دارند. فصل سوم و آخر در ۳ آوریل ۲۰۲۰ پخش شد.

## داستان
سرایداری به نام جاش فاترمن، بازی ویدیویی مورد علاقه خود به نام جنگ‌های بیوتیک را که به پایان رساندن آن ناممکن در نظر گرفته می‌شود با موفقیت به پایان می‌رساند؛ ناگهان دو شخصیت اصلی بازی، تایگر و ولف ظاهر می‌شوند و جاش را به خدمت می‌گیرند تا جهان را از جنگ‌های بیوتیک واقعی نجات دهد. جاش و همراهانش در طول زمان سفر می‌کنند تا آینده را تغییر دهند.

## بازیگران و شخصیت‌ها
لیست زیر فهرست بازیگران اصلی و دوره‌ای سریال مرد آینده می‌باشد.
| جاش هاچرسون     | جاش فاترمن       | اصلی       | اصلی | اصلی |  |  |
| الیزا کوپه      | تایگر            | اصلی       | اصلی | اصلی |  |  |
| درک ویلسون      | ولف              | اصلی       | اصلی | اصلی |  |  |
| اد بیگلی. جی آر | گیب فاترمن       | اصلی       |      |      |  |  |
| گلن هدلی        | دایان فاترمن     | اصلی       |      |      |  |  |
| هالی جوئل آزمنت | دکتر استو کامیلو | تکرارکننده | اصلی |      |  |  |

### اصلی
- جاش هاچرسون در نقش جاش فاترمن، سرایدار مرکز تحقیقاتی و اولین شخصی که بازی ویدیویی جنگ‌های بیوتیک را تا آخر می‌رود.
- الیزا کوپه در نقش تایگر، سربازی از آینده‌ای دور که به گذشته سفر می‌کند تا جاش را برای کمک به مأموریت خود برای جلوگیری از وقوع یک جنگ مرگبار به خدمت بگیرد. کوپه در فصل دوم نسخه‌ای دیگر از همان شخصیت تایگر به نام تای‌آن (انگلیسی: Ty-Anne) را در فصل دوم بازی می‌کند.
- درک ویلسون در نقش ولف، یکی از همرزمان تایگر از آینده دور که در تلاش برای جذب جاش به او پیوست. ویلسون در فصل دوم نسخه‌ای دیگر از همان شخصیت به نام تُرک (انگلیسی: Torque؛ به معنی گشتاور) را در فصل دوم بازی می‌کند.
- اد بیگلی. جی آر در نقش گیب فاترمن (فصل ۱)، پدر جاش.
- گلن هدلی در نقش دایان فاترمن (فصل ۱)، مادر جاش.
- هالی جوئل آزمنت در نقش استو کامیلو (فصل ۲؛ دوره‌ای در فصل ۱).